# Distretto di Bang Kruai
Il distretto di Bang Kruai (in thailandese: บางกรวย) è un distretto (amphoe) della Thailandia situato nella provincia di Nonthaburi.